# Iole (släkte)
Iole är ett fågelsläkte i familjen bulbyler inom ordningen tättingar. Listan nedan med sju arter med utbredning från nordöstra Indien till Stora Sundaöarna samt i södra Filippinerna följer AviList:
- Olivbröstad bulbyl (I. finschii) – tidigare i Alophoixus
- Gulögd bulbyl (I. palawanensis)
- Olivbulbyl (I. viridescens, syn virescens)
- Ockragumpad bulbyl (I. crypta, syn olivacea)
- Sepiabulbyl (I. charlottae) – tidigare behandlad som underart till ockragumpad bulbyl
- Cacharbulbyl (I. cacharensis) – tidigare behandlad som underart till olivbulbyl
- Gråögd bulbyl (I. propinqua)